# Brian Chesky
Brian Joseph Chesky (Nova Iorque, 26 de agosto de 1981) é um empresário bilionário norte-americano e co-fundador do serviço Airbnb. Em 2015, apareceu na lista de 100 pessoas mais influentes do ano pela Time.